# Sempol (Sukoharjo)
Sempol is een bestuurslaag in het regentschap Wonosobo van de provincie Midden-Java, Indonesië. Sempol telt 1143 inwoners (volkstelling 2010).